# Навчально-науковий інститут історії та соціогуманітарних дисциплін імені О. М. Лазаревського
Навчально-науковий інститут історії, етнології та правознавства імені О. М. Лазаревського — підрозділ національного університету «Чернігівський колегіум» імені Т. Г. Шевченка.

## Історія
Навчально-науковий інститут історії, етнології та правознавства імені О. М. Лазаревського  Чернігівського національного педагогічного університету імені Т. Г. Шевченка бере початок від Чернігівського колегіуму, створеного 1700 року відомим церковним діячем І. Максимовичем за підтримки гетьмана І. Мазепи. Інститут має багату дослідницьку і освітню традицію, яку репрезентували провідні вчені минулого, життя та діяльність яких були тісно пов'язані з Чернігово-Сіверщиною: Л. Баранович, І. Галятовський, О. Шафонський, М. Маркевич, О. Лазаревський, В. Модзалевський, Д. Дорошенко.
У 1916 році було засновано Чернігівський учительський інститут. Його назва, статус і структура згодом неодноразово змінювались. У його стінах навчали фахівців-істориків. Підґрунтя вищої історико-педагогічної освіти в Чернігові пов'язане з іменами відомих учених П. Федоренка, В. Дубровського, С. Барана-Бутовича, П. Смолічева, Б. Шевеліва, В. Щербакова, які у 30-х роках ХХ століття стали жертвами політичних репресій.
Серед випускників тієї доби — доктори історичних наук, професори, завідувачі відділів Інституту історії АН УРСР В. Дядиченко та Ф. Лось, доктор історичних наук, професор Московського університету М. Пікус, академік АН СРСР О. Нарочницький.
Інститут вистояв у воєнну добу, але в 1949 році його було закрито, а викладачів та студентів переведено до інших вишів України. Історичний факультет відновив свою діяльність лише у 1972 році. З того часу його структура значно змінилася, понад 120 випускників історичного факультету захистили кандидатські й докторські дисертації.
У вересні 2009 році історичний факультет було реорганізовано на Інститут історії, етнології та правознавства імені О. М. Лазаревського, що засвідчило визнання його здобутків у освітній та науковій діяльності.
Нині Інститут — відомий центр підготовки вчителів-гуманітаріїв. На стаціонарному і заочному відділеннях та в екстернатурі навчається близько 1000 студентів.

## Кафедри інституту
- Кафедра історії України (завідувач кафедри - к.і.н., доцент Рахно Олександр Якович);
- Кафедра всесвітньої історії (завідувач кафедри - д.і.н., професор Ячменіхін Костянтин Михайлович);
- Кафедра археології, етнології та краєзнавчо-туристичної роботи (завідувач кафедри - к.і.н., професор Острянко Андрій Миколайович);
- Кафедра правових дисциплін (завідувач кафедри - д.і.н., професор Віхров Олександр Петрович);
- Кафедра педагогіки і методики викладання історії та суспільних дисциплін (завідувач кафедри - д.і.н., професор Боровик Анатолій Миколайович).